# Арзуманян, Ерванд Аванесович
Ерванд Аванесович Арзуманян (10 февраля 1909, Тахавард — 9 сентября 1990, Москва) — советский ученый в области животноводства, который внес большой вклад в разработку теории и практики создания высокопродуктивных стад крупного рогатого скота. Доктор сельскохозяйственных наук, профессор Московской сельскохозяйственной академии им. Тимирязева.

## Биография
Родился в 1909 году в селе Тахавард Мартунинского района Нагорно-Карабахской автономной области Азербайджанской ССР в крестьянской семье. После окончания в 1930 году армянской школы г. Баку поступил в Московскую сельскохозяйственную академию им. Тимирязева на отделение животноводства, преобразованную в 1930 г. в Московский мясо-молочный институт имени Молотова. После окончания обучения вернулся на родину, где с 1933 до 1936 года работал старшим зоотехником совхоза «Победа социализма» ИКАО. В 1935—1938 гг. учился в аспирантуре ТСХА.
В 1938 году под руководством Ефима Фёдоровича Лискуна защитил кандидатскую на тему «Хозяйственнобиологические особенности малокавказского скота Азербайджана». В период с декабря 1938 до октября 1941 был заведующим отделом крупного рогатого скота Всесоюзного научно-исследовательского института животноводства, а в течение 1939 года временно исполнял обязанности директора института. В феврале 1940 года ВАК присвоил ему звание старшего научного сотрудника по специальности зоотехния.
Участвовал в Великой Отечественной войне с октября 1941 по май 1945 года, после демобилизации вернулся в ВИЖ, где с 1946 до 1953 год работал старшим научным сотрудником отдела разведения крупного рогатого скота, а далее до апреля 1957 года занимал должность заведующего отдела скотоводства.
В 1951 году он защитил докторскую диссертацию на тему «О характеристике и взаимосвязи хозяйственно-биологических качеств тагильского скота». В 1952 году была присуждена ученая степень доктора сельскохозяйственных наук. В 1953 году присвоено звание профессора по специальности «Разведение сельскохозяйственных животных».
С 1953 года до конца жизни работал в Тимирязевской сельскохозяйственной академии на должностях профессора и заведующего кафедрой.
Погиб 9 сентября 1990 году.

## Научная деятельность
Научные исследования посвящены формированию и функциях молочной железы, химическому составу молока крупного рогатого скота. Под его руководством выведена уральская порода чернопёстрых коров. Арзуманян был руководителем 30 докторских и 108 кандидатских диссертаций

## Основные работы
Автор около 300 научных работ, в том числе:
- Порода животных и её прогрессирующая роль в народном хозяйстве : Лекция / Е. А. Арзуманян ; Моск. с.-х. акад. им. К. А. Тимирязева, Каф. молоч. и мясн. скотоводства, 20,[1] с. 20 см, М. Изд-во МСХА 1989
- Продуктивное животноводство нечерноземья России [Текст] / Е. А. Арзуманян. — М. : Знание, 1975. — 43 с. — ISBN 767721
- ЖИВОТНОВОДСТВО: учеб.для с.-х.вузов по агроном.и экон.спец. / Е. А. Арзуманян, А. П. Бегучев, В. И. Георгиевский и др.;Под ред. Е. А. Арзуманяна ; Гл.упр. высш. и сред. с.-х. образования М-ва сел.хоз-ва СССР. — 3-е изд., переработ. и доп. — М. : Агропромиздат, 1985
- Уральский черно-пестрый скот: Е. А. Арзуманян, Е. Ф. Маркин, Ю. К. Рябов. — Москва : Колос, 1973. — 176 с.[6]

## Награды
Арзуманян был удостоен многих наград и почётных званий в том числе:
- Орден Октябрьской Революции (9.07.1979).
- Орден Красного Знамени (26.03.1945).
- Два ордена Отечественной войны 1 степени (11.09.1944, 6.04.1985).
- Два ордена Трудового Красного Знамени (2.12.1965, …).
- Орден Красной Звезды (31.12.1943).
- Медаль «За боевые заслуги» (3.12.1942).
- Медаль «За трудовую доблесть» (12.06.1954).
- Заслуженный деятель науки РСФСР (14.08.1969).
- Заслуженный доктор университета Гёдёллё в Венгрии.
- Заслуженный член союза зоотехнического института Польши.